# Herberode
Koordinaten: 51° 20′ 51″ N, 9° 12′ 4″ O
Herberode war eine kleine Siedlung in der heutigen Gemarkung von Nothfelden, einem Stadtteil der nordhessischen Stadt Wolfhagen, Landkreis Kassel.
Der Ort findet lediglich im Jahre 1510 urkundliche Erwähnung und befand sich vermutlich etwa 0,9 km südwestlich von Nothfelden und 3 km nordöstlich von Wolfhagen auf 324 m Höhe in der Flur „Auf dem Herberod“ westlich der Landesstraße L 3214.